# Championnat du monde des nations émergentes de rugby à XIII 1995
Navigation
Édition suivante
Le Championnat du monde des nations émergentes de rugby à XIII 1995 (1995 Emerging Nations World Championship en anglais) est un tournoi de rugby à XIII, organisé pour les équipes nationales des « Tier Two  » et « Tier Three  » (sorte de deuxième et troisième divisions des nations au niveau international) qui se dispute en 1995.
Les Iles Cook furent les premières à remporter le titre.

## Histoire
Cette compétition fut créée en 1995 afin de pallier le manque de rencontres (ou de test-matchs) entre nations ne pouvant disputer les grandes rencontres internationales et leur permettre ainsi de combler la différence de  niveau qui les sépare des nations disputant régulièrement la coupe du monde.
Elle se déroule du 16 octobre au 24 octobre 1995 en Angleterre, et voit la victoire des Îles Cook face à l'équipe d'Irlande sur le score de 22 à 6(p. 382).

## Nations participantes
Elles sont au nombre de sept et sont réparties en deux groupes (p. 380).
Le groupe 1 comprend le futur vainqueur, les Îles Cook, les États-Unis d'Amérique, l’Écosse et la Russie.
Le groupe 2 comprend le futur vice-champion du tournoi, l'Irlande, la Moldavie et le Maroc.
Chaque équipe disputant un match contre les adversaires de son groupe. Les vainqueurs de chaque groupe se retrouvant en finale.

## Déroulement de la compétition
Dans le groupe 1, les Iles Cook dominent leur groupe en remportant leurs trois matchs, battant largement tous leurs adversaires sauf l’Écosse qui oppose une belle résistance en ne perdant que 21 à 10 à Castelford (p. 381).
Dans le groupe 2, qui ne comporte que trois équipes, l'Irlande n'a aucun mal à battre largement ses adversaires, les Moldaves opposant cependant une plus grande opposition que les Marocains, puisqu’ils arrivent à marquer cinq essais aux celtes  à Rochdale (score final 48-26)(p. 382).